# Óscar Fabbiani
Óscar Fabbiani lub Oscar Fabbiani (ur. 17 grudnia 1950 w Buenos Aires) – argentyński piłkarz z obywatelstwem chilijskim grający na pozycji napastnika.

## Kariera klubowa
Fabbiani jest wychowankiem argentyńskiego San Martín Tucumán, skąd wyemigrował do Chile. Tam grał w takich klubach jak Unión San Felipe i CD Palestino. Właśnie w tym kraju zyskał renomę wybitnego snajpera - trzykrotnie zostawał królem strzelców ligi chilijskiej. W latach 1979–1981 reprezentował barwy grającego w amerykańskiej NASL Tampa Bay Rowdies, z którym zdobył tytuł króla strzelców ligi. Następnie wrócił do Chile. Tam był piłkarzem Municipalu Iquique oraz Coquimbo Unido. Później wyemigrował do RPA, gdzie grał w filii Ajaxu Amsterdam - Ajaksie Kapsztad. Swoją piłkarską karierę zakończył w wieku 36 lat w Dallas Sidekicks.

## Kariera reprezentacyjna
Óscar Fabbiani reprezentował Chile na Copa América 1979. Wystąpił tam w trzech meczach i nie strzelił ani jednego gola.

## Osiągnięcia
- Indywidualne
  - Król strzelców chilijskiej Primera División: 1976, 1977, 1978
  - Król strzelców NASL: 1979
  - Chilijski piłkarz roku: 1986